# Judith Korir
Judith Jeptum Korir (12 de diciembre de 1995) es una deportista keniana que compite en atletismo, especialista en la prueba de maratón. Ganó una medalla de plata en el Campeonato Mundial de Atletismo de 2022.

## Palmarés internacional
| Campeonato Mundial | Campeonato Mundial      | Campeonato Mundial | Campeonato Mundial |
| Año                | Lugar                   | Medalla            | Prueba             |
| ------------------ | ----------------------- | ------------------ | ------------------ |
| 2022               | Eugene (Estados Unidos) | Medalla de plata   | Maratón            |